# Calamoptera imhoffiana
Calamoptera imhoffiana är en insektsart som först beskrevs av Henri Saussure 1861.  Calamoptera imhoffiana ingår i släktet Calamoptera och familjen vårtbitare. Inga underarter finns listade i Catalogue of Life.